# Индейцы Большого Бассейна
Данная страница содержит перечень и краткую характеристику индейцев, проживающих в регионе Большого Бассейна (США).

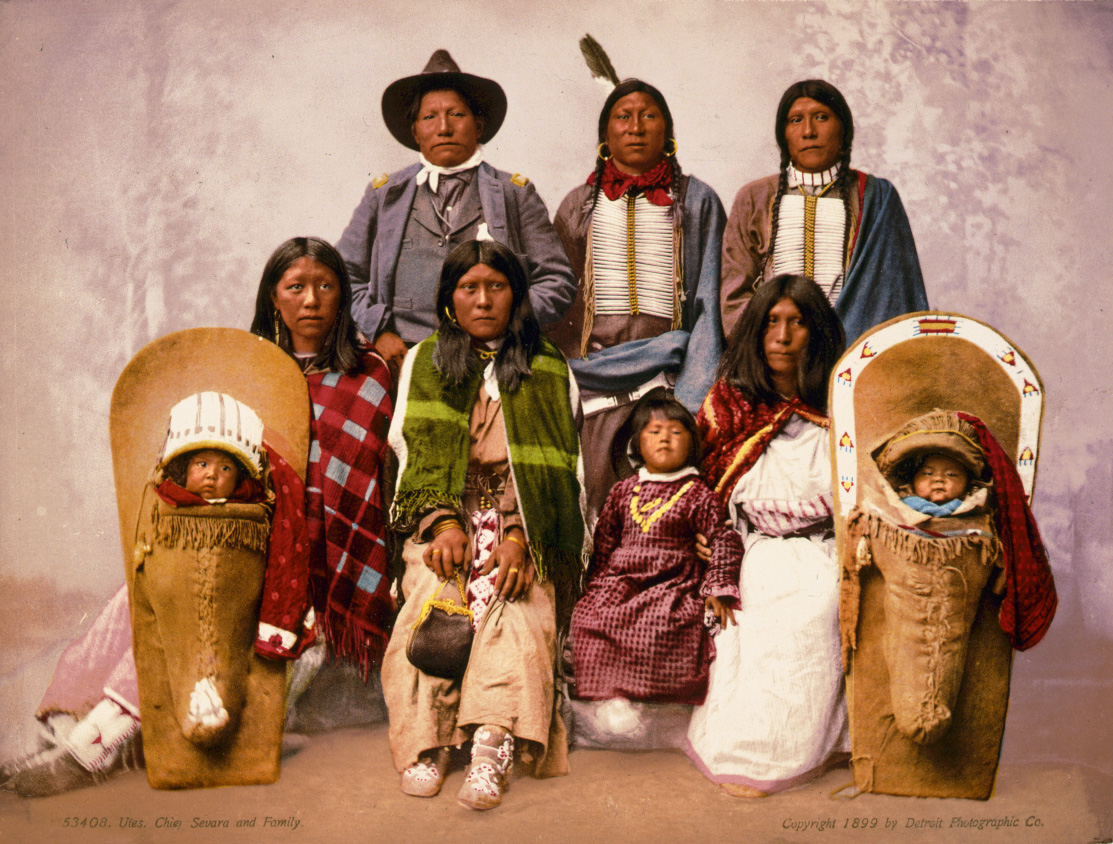
Семья индейцев, 1899 год

## Перечень
| - Банноки - Гошуты (устар. написание госиюты), Юта - Кавайису - Моно - Пайюты: - Северные пайюты — Калифорния, Невада, Орегон, Аризона - Южные пайюты — Аризона, Невада, Юта - Чемеуэви — Южная Калифорния - Кайбаб — Северо-Западная Аризона | - Пима - Папаго (тохоно-оодхам) - Тимбиша - Уошо — Невада, Калифорния - Шошоны — Невада, Вайоминг, Калифорния - Юте — Юта, Колорадо |